# Алтышево (село, Чувашия)
Алты́шево (чув. Алтышево, эрз. Коряй Кужо) — село в Алатырском районе Чувашской Республики России. Административный центр Алтышевского сельского поселения.

## География
Село расположено в 12 км (21 км по автодороге) к северо-востоку от районного центра, города Алатыря. Железнодорожная станция Алтышево, названная по селу, находится в 2 км к северо-западу. Село практически граничит с посёлком Алтышево, развившимся при станции.

## История
Основано выходцами из деревни Алово не позднее 1612 года. Первоначальное население — эрзянское. Название может происходить от личного имени Алтышка. 
Старые названия: Алтышевская Поляна, Макарьевское Алтышево. Жители до 1724 года были ясачными, до 1797 года дворцовыми, до 1863 года удельными крестьянами. 
В 1780 году, при создании Симбирского наместничества, сельцо Алтышево, при озере, дворцовых крестьян, вошла в состав Алатырского уезда. С 1796 года — в Симбирской губернии.
В 1859 году сельцо Алтышево, по левую сторону коммерческого тракта из г. Алатыря в г. Буинск, находилось в 1-м стане Алатырского уезда Симбирской губернии.
Действующий до настоящего времени храм Казанской иконы Божией Матери построен в 1880 году (закрывался в 1941—1948 гг.). С 1885 года в селе работала церковно-приходская школа. 
Количество торгово-промышленных заведений к началу XX века достигало 11. 
В 1924 году переселенцы из села основали посёлок Алтышевские Выселки (ныне Новое Алтышево). 
В 1931 году в селе был образован колхоз «Заря».

### Административная принадлежность
В XVII веке село в составе Низсурского стана Алатырского уезда. По состоянию на начало XIX века относилось к Урусовскому и Алатырскому приказам Алатырской удельной конторы. С 1860-х гг. до 1927 года — в составе Алатырской волости Алатырского уезда. С 1927 года — в Алатырском районе.

## Население
| \| 1795[7] \| 1858[7] \| 1897[7] \| 1926[7] \| 1939[7] \| 1979[7] \| 2002[7] \| \| ------- \| ------- \| ------- \| ------- \| ------- \| ------- \| ------- \| \| 197 \| ↗695 \| ↗1343 \| ↗2174 \| ↗2330 \| ↘1660 \| ↘1070 \| \| 2010[8] \| 2012[1] \| \| \| \| \| \| \| ↘861 \| ↗1079 \| \| \| \| \| \| 500 1000 1500 2000 2500 3000 1926 2012 |       |       |       |       |       |       |
| 1795 | 1858  | 1897  | 1926  | 1939  | 1979  | 2002  |
| 197 | ↗695  | ↗1343 | ↗2174 | ↗2330 | ↘1660 | ↘1070 |
| 2010 | 2012  |       |       |       |       |       |
| ↘861 | ↗1079 |       |       |       |       |       |

Число дворов и жителей:
- 1671 год — 6 дворов, 12 мужчин
- 1717 год — 180 мужчин
- 1780 год — 61[4]
- 1795 год — 30 дворов, 99 мужчин, 98 женщин
- 1858 год — 354 мужчины, 341 женщина
- 1897 год — 202 двора, 641 мужчина, 702 женщины
- 1926 год — 404 двора, 1056 мужчин, 1118 женщин
- 1939 год — 1064 мужчины, 1266 женщин
- 1979 год — 714 мужчин, 946 женщин
- 2002 год — 487 дворов, 1070 человек: 468 мужчин, 602 женщины
- 2010 год — 359 частных домохозяйств, 861 человек: 383 мужчины, 478 женщин

Современный национальный состав: мордва (эрзя), русские, чуваши и татары.

## Современное состояние
В селе действуют: школа, детский сад, фельдшерский пункт, клуб, библиотека, отделение «Почты России». Школа, детский сад и администрация сельского поселения с 2019 года находятся в здании школы. Алтышевская сельская библиотека является центром мордовской культуры села. Проводятся дни мордовской культуры и эрзянского языка. Улицы села в своём большинстве не имеют твердого покрытия. Село газифицировано. Имеется центральное водоснабжение.